# والوه‌تیتورای
والوه‌تیتورای (به لاتین: Valvettithurai) یک منطقهٔ مسکونی در سری‌لانکا است که در ناحیه جفنا واقع شده‌است.

## خصوصیات
والوه‌تیتورای ۴٫۸۵ کیلومترمربع مساحت و ۱۸٬۰۰۰ نفر جمعیت دارد.